# اوبری لوگان
اوبری لوگان (به انگلیسی: Aubrey Logan) با نام کامل اوبری میشل لوگان (به انگلیسی: Aubrey Michelle Logan) (زاده ۱۶ ژانویهٔ ۱۹۸۸) خواننده، ترانه‌سرا و موسیقی‌دان آمریکایی است.